# ريتش روبنسون
ريتش روبنسون (بالإنجليزية: Rich Robinson)‏ (و. 1969 – م) هو موسيقي، وعازف قيثارة من الولايات المتحدة الأمريكية. ولد في أتلانتا، جورجيا.

## روابط خارجية
- ريتش روبنسون على موقع IMDb (الإنجليزية)
- ريتش روبنسون على موقع ميوزك برينز (الإنجليزية)
- ريتش روبنسون على موقع إن إن دي بي (الإنجليزية)
- ريتش روبنسون على موقع أول ميوزيك (الإنجليزية)
- ريتش روبنسون على موقع ديسكوغز (الإنجليزية)
- ريتش روبنسون على موقع قاعدة بيانات الفيلم (الإنجليزية)